# التجليخ الألماسي لقارعة الطريق

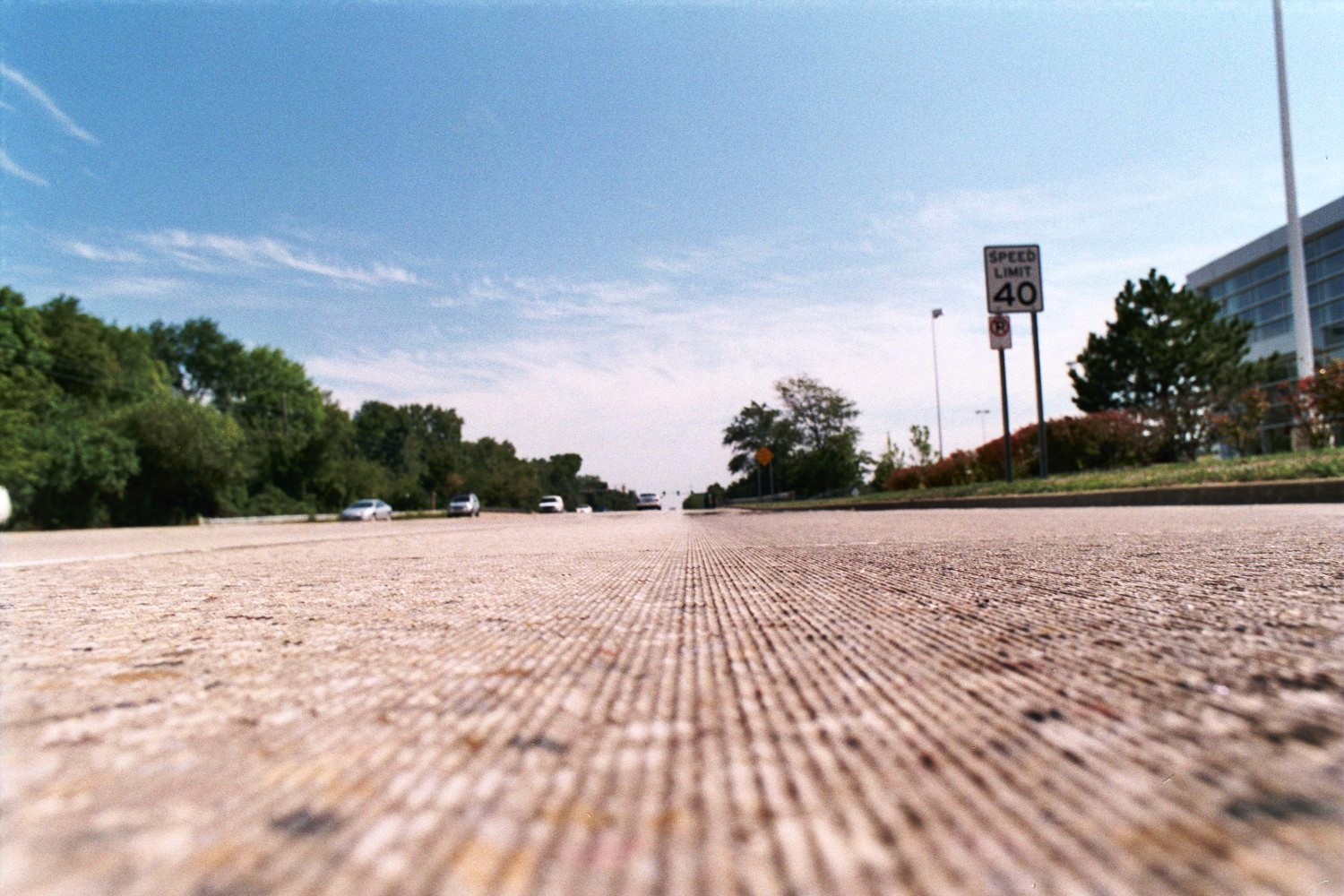
نتائج التجليخ الماسي للرصيف

التجليخ الألماسي (بالإنجليزية: Diamond grinding of pavement)‏هو تقنية للمحافظة على قارعة الطريق حيث تقوم بتصحيح مجموعة متنوعة من عيوب السطح على كل من أرصفة الخرسانة والأسفلت. غالبًا ما يتم استخدامه في الرصف الخرساني، يتم عادةً إجراء التجليخ الألماسي جنبًا إلى جنب مع التقنيات الأخرى للحفاظ على رصيف الخرسانة مثل تثبيت بلاطة الطرق، والإصلاح بالعمق الكامل والجزئي، وإعادة التهيئة بقضبان الدسر، وإزالة بقايا درز الشقوق الطولية، وإعادة عزل الشقوق والمفاصل. يقوم التجليخ الألماسي باستعادة إمكانية السفر عن طريق إزالة المخالفات السطحية التي تحدث أثناء الإنشاء أو من خلال التحميل المتكرر بمرور الوقت لحركة المرور. التأثير الفوري للتجليخ الألماسي هو تحسن كبير في نعومة الرصيف. تأثير هام آخر للتجليخ الألماسي هو الزيادة الكبيرة في النسيج السطحي الكبير وما يترتب عليه من تحسن في مقاومة الانزلاق، والحد من الضوضاء والسلامة.

## تاريخ
أول استعمال لهذه التقنية يمكن إرجاعه إلى أواخر الأربعينيات حيث تم استخدام نصل أحادي الماس مثبتة على منشار خرساني لأخدود رصيف خرساني. منذ تلك الخطوة التجريبية المبكرة، تطورت عمليات تجليخ الخرسانة وحفرها وتركيبها بنِصال الماس لتصبح اليوم صناعة بملايين الدولارات تمارس في جميع أنحاء العالم.
كانت إحدى الاستخدامات الأولية للتجليخ الألماسي في رصيف الطرق السريعة في عام 1965 في قسم عمره 19 عامًا من الطريق السريع 10 في كاليفورنيا للقضاء على العيوب الجمة. تم تجليخ رصيف (قارعة) الطريق مرة أخرى في عام 1984 وعام 1997، وإلى اليوم لا تزال تحمل حركة مرور كثيفة، أي أكثر من 60 سنة منذ إتمام بناؤه لأول مرة.

## معالجة
ينطوي التجليخ الماسي على إزالة طبقة رقيقة من سطح الرصيف الاسمنتي باستخدام نِصال مناشير متراصة. وإنجازسطح مستو عن طريق تشغيل مجموعة النصال بمستوى محدد مسبقًا عبر سطح الرصيف، فينتج عنه أخاديد مقطوعة بالمنشار. تنفصل الخرسانة الغير مقطوعة بين أخاديد المناشير بشكل أو بآخر عند مستوى ثابت أعلى من أخاديد المنشار، تاركة سطح مستو (على المستوى المجهري) مع نسيج طولي. والنتيجة هي رصيف سلس وآمن وهادئ وممتع للسفر.
تتكون نِصال الماس من الماس الصناعي ومسحوق المعادن. إن نصل الماس ذو الرابطة اللينة مطلوب عندما تحتوي المواد المجلوخة على مواد الزلط الصلبة، مما يعني أن المساحيق المعدنية في حيز القطع من النصل تبلى بسرعة كافية لجعل وسائط القطع الألماسي ذات معدل مناسب لقطع فعال. على العكس من ذلك، لقطع الركام الناعم، ينصح بنصل ماسي ذو رابطة صلبة.
لا ينبغي الخلط بين التقشيط (بالإنجليزية: milling)‏ أو الخدش(بالإنجليزية: Scarification)‏. التجليخ عبارة عن عملية صدمية تقوم بقطع قطع صغيرة من الخرسانة من سطح الرصيف. التجليخ الألماسي هو عملية القطع.

## تطبيقات
هناك العديد من المشكلات السطحية التي يمكن للتجليخ الألماسي تحسينها أو تصحيحها. تشمل بعض العيوب السطحية التي يمكن معالجتها عن طريق التجليخ الماسي من:
- التصدع في المفاصل والشقوق،
- خشونة المنشأ أو البناء،
- الأسطح الخرسانية المصقولة التي تظهر ملمس كلي غير كافي،
- تخدد مسار العجلات الناجم عن الإطارات المرصعة،
- مستوى الضوضاء غير المقبول،
- تشوه بلاطة الناتج عن معامل تدرج الرطوبة وتموج البناء،
- وعدم كفاية الميلان العرضي والحد من بقع الماء والرش.[1]

## الفعالية من حيث التكلفة
التجليخ الماسي هو علاج فعال من حيث التكلفة، سواء تم استخدامه بمفرده أو كجزء من برنامج شامل لاستعادة رصيف الخرسانة (CPR). في معظم الحالات، لا تقل تكلفة التجليخ الماسي عن نصف تكلفة التعزيزات الأسفلتية. هذه القدرة التنافسية من حيث التكلفة، جنبًا إلى جنب مع التخلص من مشاكل التعزيزات الأسفلتية (التجويف، التموج، ضعف مقاومة الانزلاق، تقليل التصريف ) تجعل التجليخ الماسي بديلاً عن العديد من مشاريع إعادة التأهيل. يمكن استخدام التجليخ الماسي كجزء من أي برنامج صيانة وقائية للأرصفة الخرسانية.

## فوائد
توفر تقنية الإصلاح باستخدام معدات التجليخ الماسي سطحًا سويا يكون في كثير من الأحيان جيدًا مثل الرصيف الجديد. بينما تنتقل الشاحنات عبر المطبات والانخفاضات، فإنها ترتد عموديًا على نظام التعليق مما يؤدي إلى تحميل ديناميكي على الطريق. يؤدي الحمل المتزايد الناتج عن التأثير الديناميكي إلى زيادة الضغط في مواد الأرصفة وبالتالي انخفاض عمر الطريق. يحد التجليخ الماسي من التحميل الديناميكي من خلال توفير سطح سوي للغاية .
قد تكون الفائدة المحتملة للتجليخ الماسي هي تقليل ضوضاء الطريق، تتفاوت النتيجة على حسب تقنية التجليخ المستخدمة وملمس السطح المتبقي. يمكن أنيوفر الملمس الطولي سطحًا أكثر هدوءًا من العديد من الملامس العرضية. خلصت دراسة متعددة الحالات حول الضوضاء والملمس على أرصفة PCC إلى أن الأرصفة الخرسانية ذات الملمس الطولي تعد من أهدأ الأرصفة للضوضاء الداخلية والخارجية.  يمكن للتجليخ الماسي أيضًا إزالة العيوب عن طريق تسوية سطح الرصيف، وبالتالي القضاء على الأصوات الشاذة واللطم الناتج عن المفاصل المفاصل المعيبة.
نسيج السطح المحسن ومقاومة الانزلاق هي فائدة أخرى للتجليخ الماسي. يزيد السطح المموج من النسيج الكلي السطحي ويوفر قنوات وافرة للمياه تحت إطارات المركبات، مما يقلل من إمكانات الانزلاق المائي.    التجليخ الماسي يحسن أيضًا الاحتكاك في المنعطفات، مما يوفر ثبات الاتجاه من خلال تشابك دعس الاطارات مع أخدود الرصيف.
قد وجد التجليخ الماسي لتقليل معدلات الحوادث في بعض السيناريوهات. يوفر النسيج الكلي المتزايد تصريفًا محسنًا للمياه في ربط الإطارات بالرصيف، مما يحسن الاحتكاك في الطقس الرطب، لا سيما بالنسبة للمركبات ذات إطارات الملساء. يوفر أيضًا ثباتًا في الاتجاه ويقلل من عملية الانزلاق المائية.   
جب تطبيق التجليخ الماسي على جزء من الرصيف حيث هناك حاجة إلى الاستعادة.    يمكن أن تطلب وكالة الطرق السريعة التجليخ فقط على ممرات الشاحنات على طريق سريع مقسم إلى أربعة حارات، مما يوفر ميزة كبيرة للتكلفة.

## روابط خارجية
- الرابطة الدولية للحفر والطحن